# Spektrometr iskrowy
Spektrometr iskrowy – urządzenie wykorzystywane do dokładnej i szybkiej analizy składu chemicznego wyrobów metalowych. Dodatkowo umożliwia zidentyfikowanie stopu metalu ze względną precyzją 1–3%. Aparat oparty jest na emisyjnej spektrometrii optycznej ze wzbudzeniem w iskrze, która polega na odprowadzeniu i wzbudzeniu surowca za pomocą iskry elektrycznej. Zaletą jest, iż należy do metod nieniszczących.
Najważniejszymi podzespołami w spektrometrze iskrowym są:
- źródło wzbudzenia – źródłami energii elektrycznej najczęściej są łuki prądu zmiennego lub stałego, iskra, plazma indukcyjnie sprężona lub indukcyjna plazma mikrofalowa
- układ optyczny
- detektor – narzędzie służące do zmiany energii elektromagnetycznej na energię elektryczną proporcjonalną do intensywności emitowanego promieniowania
- układ elektroniczny – steruje pracą i rejestruje otrzymane widma
- komputer – analizuje i przerabia dane pomiarowe oraz kontroluje pracę instrumentu

Wykonuje się pomiar sekwencyjny (monochromator mierzy natężenie promieniowania emitowanego przy kolejnych długościach fali) lub równoległy (pomiar równocześnie intensywności światła kilku linii spektralnych w widmie emitowanym przez przedmiot). Drugi pomiar często stosowany jest do analizy składu chemicznego stopów i metali.

## Działanie urządzenia
Analiza próbki polega na odparowaniu i wzbudzeniu materiału poprzez iskry elektrycznej. Proces przebiega dwuetapowo. Spowodowane jest to wystąpieniem w próbce wtrąceń i wydzielin prowadzących do błędu w badaniach. Pierwszy etap to wstępne wyładowanie iskrowe, które przetapia obszar materiału i niwelowanie różnic w strukturze. W drugim etapie stosowana jest niższa energia wyładowania, by wzbudzić atomy pierwiastków i rejestrowany jest sygnał analityczny.
Oczyszczona próbka wkładana jest w statyw spektrometru. Fragment powierzchni badanego przedmiotu umieszczany jest naprzeciw przeciwelektrody. Kolejno komora jest szczelnie zamykana i wypełniana argonem. Następnie generowane jest wyładowanie iskrowe między materiałem a przeciwelektrodą. Powoduje to wytworzenie stanu plazmy pomiędzy elektrodami. Atomy plazmy wprowadzane są w stan wzbudzenia i wywołują emisję promieniowania elektromagnetycznego. Wysokoenergetyczna iskra przetapia i ujednorodnia mały odcinek powierzchni próbki (przediskrzenie). W ostatnim etapie (faza integracji) następuje iskrzenie o niższej energii. Podczas tej fazy spektrometr analizuje widmo emitowane przez wytwarzaną plazmę.